# Critiques de Google
Google fait l'objet de nombreuses critiques de son fonctionnement et de ses agissements, faisant régulièrement l'objet d'articles dans les médias. Cet article regroupe l'ensemble des critiques et controverses autour de la société spécialisée dans la recherche Internet

## Droit d'auteur
Un certain nombre d'associations, se basant sur le Digital Millennium Copyright Act, ont exigé que Google retire des copies de parties de texte présentes sur d'autres sites, notamment à partir de site d'actualité. Conformément à ce qui fut demandé, Google inclut un lien vers le site des parties plaignantes.
Des plaintes ont été déposées contre Google à cause d'une possible violation de droit d'auteur par l'une de ses fonctionnalités : Google Web Cache. Cependant, Google utilise un mécanisme de gestion des requêtes au sein duquel la mise en cache est désactivée. De plus, Google propose un autre mécanisme, le fichier robot.txt, qui permet aux webmestres d'effectuer une demande explicite pour qu'une partie ou la totalité de leur site ne soit pas incluse dans le système de recherche Google.
La cour du district du Nevada (États-Unis) jugea dans l'affaire Field v. Google et Parker v. Google, que le système de mise en cache de Google ne constituait pas une violation du droit d'auteur telle que décrite dans la loi américaine sur le droit d'auteur.
En juin 2004, Google Watch révéla les détails du contrat entre l'université du Michigan et Google concernant la création de copies numériques de différents ouvrages sous droit d'auteur de la bibliothèque de l'université. Ce contrat s'intègre dans la politique de l'outil Google Book Search de numériser des millions de livres et de créer un outil de recherche par texte.
Certains dénoncent une violation du droit d'auteur à cause de l'utilisation commerciale d'ouvrages sous droit d'auteur en intégrant des annonces publicitaires à côté des résultats de recherche sur les textes numérisés. Cependant, Google a créé un précédent en publiant des copies numérisées d'ouvrages sous droit d'auteur et ce à grande échelle et sans permission explicite des propriétaires des ouvrages. Entretemps, Google clame que ceci est en accord avec toutes les lois et jurisprudences sur le droit d'auteur existant pour les livres.
Selon le contrat signé entre Google et l'université du Michigan, Google fournira seulement des extraits des textes sous droit d'auteur dans ses recherches. Le contrat est conforme au Fair use, une exception dans la loi américaine sur le droit d'auteur qui permet de reproduire des parties d'ouvrage sous droit d'auteur pour des objectifs de recherche.

## Protection de la vie privée
Daniel Brandt, un critique tenace spécialisé dans les affaires de Google, découvrit en 2002 que Google créait un cookie sur chaque ordinateur, pouvant être utilisé pour suivre l'historique des recherches de l'utilisateur, et découvrit que ce cookie n'expirait qu'en 2038.
À partir de 2007, les cookies de Google expirent au bout de deux ans mais ce compteur est réinitialisé à chaque fois que l'on utilise le site de Google. Tandis qu'il n'y a aucune preuve que Google renvoie les informations au FBI ou à la NSA, la valeur de ce que Google engrange à propos des utilisateurs à chacune de leurs recherches, est d'après Brandt, simplement trop attirante pour être éloignée des yeux du gouvernement.
Toujours est-il que Google a demandé à la NSA de protéger son infrastructure et a signé un contrat avec elle.
En réponse à ceci, Google déclara que les cookies étaient nécessaires pour conserver les préférences des utilisateurs entre deux utilisations et offrir d'autres fonctionnalités, un tel délai d'expiration étant quelque chose d'assez commun.[citation nécessaire]
Les critiques soulignèrent les dangers et les conséquences concernant la protection de la vie privée de l'utilisation d'un système centralisant les données sur les recherches de millions de personnes utilisant un outil populaire, et comment par le biais de la loi américaine relative au copyright, Google pourrait être forcé de remettre toutes ces informations au gouvernement américain ou à n'importe quel autre gouvernement de pays à partir duquel le site Google est accessible.
Certaines personnes[précision nécessaire] croient que le service de messagerie de Google nommé Gmail va plus loin que le simple envoi de courriel. Le constat est souvent effectué que les internautes sans compte Gmail, qui n'ont donc pas accepté les termes du contrat Gmail, mais qui envoient des courriels aux utilisateurs de Gmail voient leurs correspondances analysées sans permission. En retour à ces accusations, Google déclare que les courriels reçus ou envoyés par Gmail ne sont jamais lus par des personnes à l'exception du propriétaire du compte de messagerie et que le système informatique ne parcourt le courriel que pour améliorer la pertinence des publicités présentes sur la page de messagerie des utilisateurs. D'autres services de messagerie populaire comme Outlook.com (anciennement Hotmail) parcourent aussi les courriels entrants pour tenter de déterminer si c'est un pourriel (ce que fait aussi Gmail), à la différence qu'ils ne le font pas pour améliorer la pertinence des publicités.
Chris Hoofnagle, alors directeur associé du centre d'information sur la protection de la vie privée numérique à Washington DC, avertit que « les tribunaux devenant de plus en plus des gestionnaires de données numériques sensibles, il y a maintenant un plus grand risque que Google… devienne une sérieuse menace pour la protection de la vie privée. »
Début 2005, le département de Justice des États-Unis déposa un recours devant la cour fédérale pour forcer Google à se conformer à une assignation l'obligeant à ne retenir que « les mots saisis pour lancer une recherche sur le système de recherche de Google et ce, pour une durée d'une semaine (en excluant toutes informations permettant d'identifier la personne qui a saisi ces mots) ».
Google s'opposa fermement à cet assignation en raison des préoccupations au sujet des informations confidentielles des utilisateurs.
En mars 2006, la cour de justice statua partiellement en faveur de Google, reconnaissant l'implication en matière de respect de la vie privée du stockage des mots de recherche.
Dans un rapport de 2007, Privacy International classa Google comme « hostile à la protection de la vie privée », qui est le plus bas niveau dans le classement de ce rapport, faisant ainsi de Google la seule société de cette liste à atteindre ce niveau.
Google ferait partie du programme de renseignements américain "global command and control system-joint" (GCCS-J") ainsi que du programme américain de surveillance électronique PRISM élaboré par la NSA, selon les révélations faites par le lanceur d'alerte Edward Snowden en juin 2013.

### Union européenne
Au sein de l'Union européenne, la commission chargée de la protection des données a écrit à Google lui demandant de justifier sa politique de conservation des données des recherches sur Internet à partir de son site et ce, pour une durée supérieure à deux ans. Ce courrier demande si Google a « rempli tous les prérequis » des lois européennes relatives à la protection des données. L'investigation de l'Union européenne est toujours en cours (au 24 mai 2007). Le 1er juin, Google admit que ses règles concernant la protection des données personnelles étaient vagues.

### Norvège
La Norvège n'est pas un État membre de l'Union européenne, mais l’autorité norvégienne de protection des données Datatilsynet y fait appliquer la loi sur la protection des données. Elle s'est penchée sur les pratiques de Google (et d'autres) et a statué que la période de 18 à 24 mois de rétention d'informations proposée par Google était trop longue.

### France
En France, en juin 2013, la Commission nationale de l'informatique et des libertés (CNIL) a exigé de Google de se mettre en règle concernant les manquements en matière de respect de la vie privée des internautes. Cette mise en demeure fait suite à une concertation entre plusieurs pays européens (Allemagne, Espagne, France, Italie, Pays-Bas et Royaume-Uni) qui, dès octobre 2012, avaient demandé à Google de respecter les directives européennes en matière d’informatique et de libertés.
La CNIL reprochait notamment à Google de ne pas informer correctement ses utilisateurs sur l’utilisation qui est faite de leurs informations. La commission a demandé à Google plus de transparence sur l’utilisation des renseignements collectés et a réclamé que les utilisateurs aient la possibilité de choisir s’ils veulent communiquer ou pas leurs données .
Google n’ayant pas respecté la demande de mise en conformité dans le délai imposé par la CNIL de trois mois, cette dernière a lancé une procédure de sanction à l’encontre du géant américain en septembre 2013 ,.
Le 21 janvier 2019 en France, la CNIL condamne Google à une amende de 50 millions d'Euros « en application du règlement européen sur la protection des données personnelles (RGPD) pour manque de transparence, information insatisfaisante et absence de consentement valable pour la personnalisation de la publicité ». L'enquête de la CNIL, qui a duré plusieurs mois, a été ouverte après des plaintes collectives des associations None Of Your Business et la Quadrature du Net. Il s'agit de la première décision d'une instance de régulation de sanctionner l'un des acteurs majeurs du numérique, en utilisant les dispositions du RGPD en vigueur depuis mai 2018. Le 19 juin 2020, le Conseil d’État valide la sanction de 50 millions d'euros prononcée par la CNIL à l’encontre de la société Google LLC,.
En décembre 2020, la CNIL décide d'une nouvelle amende, de 100 millions d'euros cette fois, à l'encontre de Google. Celle-ci estime que l'entreprise installe des cookies publicitaires quand les utilisateurs visitent le site google.fr, sans consentement préalable et sans les en informer de façon suffisante. Cette condamnation rappelle celle de 2014 pour des faits similaires. L'amende s'élève quant à elle à un niveau record en Europe pour une affaire de cet ordre. En outre, les faits reprochés sont en contravention avec la directive européenne vie privée et communications électroniques (directive on privacy and electronic communications) de 2002 et non seulement avec le RGPD de 2018, ce qui autorise la CNIL française à statuer sans avoir à remonter jusqu'à son homologue irlandaise, que Google avait pourtant choisi comme "guichet unique" en Europe ayant compétence pour traiter ce type d'instructions,.

### Espagne
En janvier 2025, le rapport n°50-2023 de l’Agence nationale de protection des données (AEPD), équivalent espagnol de la CNIL, publié par El Mundo révèle que celle-ci a évalué le projet entre Google et le ministère espagnol de l'éducation d'exploiter les outils Google dans les écoles, collèges et lycées, et conclut qu'« Il est incontestable que nous sommes en présence d’une collecte invasive d’informations personnelles ».

## Système PageRank
PageRank, le principal système de Google, a été très critiqué. Certains experts, comme Daniel Brandt (fondateur du site Google Watch), le considèrent comme « antidémocratique ». Les principaux arguments sont que le système est injustement biaisé en faveur des grands sites Internet, et que les critères pour définir l'importance d'une page ne sont revus par aucun organisme externe. PageRank est un vaste système automatisé qui est impartial dans la mesure où il ne connaît pas de parti pris. Cependant, le système de Google compte quand même sur un certain degré d'intervention humaine (par exemple l'évaluation humaine de PageRank, connu sous le nom de Rater Hub Google), et l'utilisation de noms de sociétés dans Adwords [citation nécessaire]. En outre, la suppression de certains sites critiques (par exemple, le site critique sur la Scientologie) est l'initiative d'êtres humains en accord avec les règles de la société. Il reste cependant difficile à dire si un autre système pourrait définir l'importance d'une page d'une manière à générer moins de critiques que le système PageRank.
Le système est aussi susceptible de manipulation et de fraude à travers l'utilisation de dummy sites, telle que l'utilisation de bombardement Google ou de référencement abusif (spamdexing).
En septembre 2007, la Commission australienne sur la concurrence et le consommateur (ACCC) a lancé une double procédure contre Trading Post et Google, incluant les succursales Google Australia et Google Ireland, pour fausse publicité (litt. Tromperie envers le client) en vendant ces classements à des sociétés plutôt que de les classer par pertinence.

## Gestion numérique des droits
Annoncés le 6 janvier 2006 au CES à Las Vegas (Nevada), les magasins Google Video vendent des contenus propriétaires aux sites Google Video. Initialement, ce service était réservé aux États-Unis et à certains autres pays. Pour protéger le droit d'auteur de certains programmes vidéos, Google créa le DRM Google (Digital Rights Management), protection pour certains contenus payants, qui a causé des inquiétudes en ce qui concerne le respect de la vie privée des utilisateurs.
Le 15 août 2007, Google a interrompu son programme de DTO/DTR (téléchargement, location). Les vidéos qui avaient été précédemment achetées par le biais de ce programme, parce que le système DRM intégré dans les vidéos fut révoqué, ne sont plus visionnables malgré le fait qu'elles furent achetées légalement et pour un usage privé,.

## Évasion fiscale
À l'instar d'autres géants de l'informatique, depuis 2009, Google est souvent accusé de pratiquer l'évasion fiscale en Europe, notamment en France et au Royaume-Uni,.
Pour ce faire le géant des moteurs de recherches pratique le double irlandais et a ouvert deux holding en Irlande (pays où les taux d'imposition sont très bas) : Google Ireland Holdings et  Google Europe, ces deux holding contrôlent Google Ireland, qui gère l'ensemble des activités de Google en Europe, au Moyen-Orient et en Afrique.
Les bénéfices générés sur les trois continents sont ensuite transférés dans le paradis fiscal des Bermudes, en passant au préalable par une autre holding situé aux Pays-Bas.
Google n'a pas de siège social aux Bermudes mais une boîte postale tenue par un cabinet spécialisé,.
Une étude réalisée par Oxfam America et portant sur l'évasion fiscale des plus grandes entreprises américaines entre 2008 et 2014 cite Alphabet, la maison mère de Google, parmi Apple, Microsoft, IBM, Cisco, pour avoir transféré une partie de ses bénéfices dans les paradis fiscaux.
Dans le cadre d'une enquête dont Google fait l'objet pour évasion fiscale en France, une perquisition est menée dans ses locaux parisiens le 24 mai 2016. L'enquête en cours vise à montrer si « Google Europe, en ne déclarant pas une partie de son activité réalisée sur le territoire français, a manqué à ses obligations fiscales, notamment au titre de l’impôt sur les sociétés et de la taxe sur la valeur ajoutée ».
Selon Paul Tang, économiste et membre de la délégation du Parti Travailliste hollandais (PvdA) au sein du groupe de l’alliance des socialistes et des démocrates au parlement européen (Progressive Alliance of Socialists & Democrats in the European Parliament (S&D)), Alphabet, la maison mère de Google, n’aurait été imposé que de 0,36 % à 0,82 % de son chiffre d’affaires entre 2013 et 2015 à l’intérieur de la zone UE, alors qu’Alphabet est imposé de 6,49 % à 8,79 % hors UE.
En France par exemple, pour 55 millions d’utilisateurs en 2015 (représentant 14 % du flux internet en Europe) les pertes dues à l’évasion fiscale s’enregistrent à hauteur de 544 millions d’euros entre 2013 et 2015. Au sein de l’union européenne, les pertes s’enregistrent à hauteur de 3 955 millions d’euros entre 2013 et 2015 .
Si un taux de taxation à hauteur de 2 à 5 % avait été appliqué entre 2013 et 2015 tel qu’il avait été suggéré par le conseil ECOFIN, les pertes en cas d’évasion fiscal vis-à-vis de ce taux (virtuel) auraient été comprises entre 1 262 et 3 155 millions d’euros au sein de l’UE.
|                        |      | Chiffre d'affaires (m EUR) | Chiffre d'affaires (m EUR) | Chiffre d'affaires (m EUR) | Bénéfices avant imposition (m EUR) | Bénéfices avant imposition (m EUR) | Bénéfices avant imposition (m EUR) | Taxe-imposition (m EUR) | Taxe-imposition (m EUR) | Taxe-imposition (m EUR) | Taxe / Bénéfices | Taxe / Bénéfices | Taxe / Bénéfices | Taxe / Chiffre d'affaires | Taxe / Chiffre d'affaires | Taxe / Chiffre d'affaires |
| Total                  | UE   | Reste du monde             | Total                      | UE                         | Reste du monde                     | Total                              | UE                                 | Reste du monde          | Total                   | UE                      | Reste du monde   | Total            | UE               | Reste du monde            |                           |                           |
| ---------------------- | ---- | -------------------------- | -------------------------- | -------------------------- | ---------------------------------- | ---------------------------------- | ---------------------------------- | ----------------------- | ----------------------- | ----------------------- | ---------------- | ---------------- | ---------------- | ------------------------- | ------------------------- | ------------------------- |
| Alphabet Inc. (Google) | 2013 | 40 257                     | 18 614                     | 21 643                     | 11 529                             | 343                                | 11 186                             | 1 986                   | 84                      | 1 902                   | 17%              | 25%              | 17%              | 4,93%                     | 0,45%                     | 8,79%                     |
|                        | 2014 | 54 362                     | 19 159                     | 35 203                     | 14 215                             | 285                                | 13 930                             | 2 997                   | 69                      | 2 928                   | 21%              | 24%              | 21%              | 5,51%                     | 0,36%                     | 8,32%                     |
|                        | 2015 | 68 879                     | 25 320                     | 43 559                     | 18 050                             | 586                                | 17 464                             | 3 034                   | 207                     | 2 827                   | 17%              | 35%              | 16%              | 4,40%                     | 0,82%                     | 6,49%                     |

## Copyright

### Litige avec l’Agence France-Presse
En mars 2005, l'Agence France-Presse (AFP) poursuit Google pour 17,5 millions de dollars, alléguant que Google News viole ses droits d'auteur parce qu'il « inclut des photographies, des histoires et des titres d'articles de presse de l'AFP sur son site Google News sans permission de l'Agence France-Presse ». Il est aussi reproché à Google d'ignorer les injonctions de l'AFP à ce sujet, ce à quoi Google rétorque qu'il avait engagé avec l'AFP des démarches en ce sens mais que l'AFP n'a jamais répondu.
Il est possible que l'AFP développe de nouvelles accusations au tribunal, qu'elle n'a pour le moment pas rendues publiques, mais à l'heure actuelle, un certain nombre d'experts s'interrogent sur ces accusations car Google n'affiche pas la totalité des articles sur ses propres sites web, et fournit un lien vers l'un de ces 600 clients tel que la chaîne singapourienne NewsAsia (qui probablement en tire des bénéfices en matière de fréquence de consultation de leurs articles et de publicité), et parce que les articles sont disponibles via des fournisseurs de sites Internet attachant peu d'importance aux actions de Google,.
On dit aussi que l'AFP a cherché à empêcher une libre utilisation de ses articles, il aurait été alors demandé à ses diffuseurs de mettre en place un système de souscription plutôt que de poursuivre Google. De plus, « en 2002, une cour d'appel fédérale jugea que les sites Internet pouvaient reproduire et recopier les petites images, ou encore réduire des versions éditoriales de photographies sous copyright », de telle manière que Google News, surtout sous l'accusation de reproduction d'images, ne serait plus en infraction. Pourtant, l'AFP rétorqua que le titre et les premières des articles de presse étaient le "cœur" du travail fourni et que par conséquent, leur reproduction constituait un infraction aux lois sur les droits d'auteur.
Le 6 avril 2007, l'AFP et Google trouvent un accord. Cet accord met fin à toutes les poursuites en cours. Il permet notamment à Google d'utiliser l'ensemble des articles de l'AFP. Cela représente une grande différence avec les pratiques jusqu'alors utilisées.

### Poursuite judiciaire de Perfect 10
Le 21 février 2006, dans le cadre d'une procédure judiciaire à l'encontre du site en ligne pour adultes Perfect 10, un juge de district a jugé que la fonction de recherche d'image de Google avait violé la loi sur la copie, sans permission, de photographie de femmes nues créées par Perfect 10.

### Poursuite judiciaire de la Guilde des Auteurs
Le 20 septembre 2005, la Guilde des Auteurs (Authors Guild), un groupe qui représente 8 000 auteurs américains, mena une action collective en justice auprès de la cour fédérale de Manhattan contre Google à cause de ses reproductions non autorisées et ses copies de livres à travers son programme de bibliothèque Google. La Guilde des Auteurs réclame des dommages et intérêts et une injonction pour empêcher Google à l'avenir de continuer son très ambitieux projet de numérisation.
L'issue du procès dépendra de l'interprétation d'une partie de la loi sur les droits d'auteur.
Beaucoup de commentateurs à travers le monde des droits d'auteur et du numérique ne sont pas surpris par le déroulement de cette affaire. Google a annoncé ses projets en août 2005 de respecter les souhaits de chacun des titulaires d'œuvres qui contacteraient la société pour les informer qu'ils ne souhaitaient pas voir leurs œuvres réutilisées ou numérisées.

## Censure
Google a été largement critiqué à cause de la censure de l'Internet qu'il imposait sur ces contenus et sur ces services, notamment en Chine. Il a décidé de ne plus se plier à la censure chinoise en fermant son site .cn et en faisant migrer les utilisateurs vers son site .hk. Mais ne pouvant se limiter à des astuces afin de rester sur le territoire chinois qui comporte le plus d'internautes, devant renouveler sa licence avec l'État chinois et tandis que Baidu profitait de son manque de visibilité, Google décide de rouvrir son site .cn en se pliant aux mesures du gouvernement.
En mars 2017, des grandes agences mondiales de publicité et plus de 250 marques boycottent YouTube, propriété de Google, après qu'une enquête du Times ait révélé que des publicités sont accolées à des vidéos YT au contenu litigieux (haine, extrémisme, terrorisme) favorisé par la radicalisation algorithmique (en),. En avril 2017, le vidéaste web PewDiePie qui possède une des chaînes YouTube les plus suivies au monde, lance la formule « adpocalpyse » (apocalypse publicitaire) et devient le symbole de résistance à ce boycott publicitaire. Pour rassurer les marques et les inciter à poursuivre leurs investissements dans la publicité en ligne, la plateforme de vidéo renforce sa politique de modération commerciale des contenus dont les sujets polémiques ne seraient pas adaptés aux annonceurs. Cette nouvelle politique aux règles fluctuantes et peu claires entraînent la démonétisation des vidéos jugées sensibles par l'algorithme de recommandation de YT. Des youtubeurs voient dans cette démonétisation une forme de censure économique,, un risque d'aseptisation des contenus (en) et d'autocensure,,.

## Google Street View, véhicules Google - CNIL

### Enregistrement d'informations Wi-Fi
Les véhicules utilisés par Google, qui sont des camionnettes ou automobiles équipés pour prendre des photos à 360°, destinées à être mises en ligne sur Google Maps dans le service Google Street View. En plus de ces activités, elles sauvegardent les noms des points d'accès Wi-Fi (SSID) et les adresses MAC des appareils informatiques dont le Wi-Fi est activé (ex. : ordinateur portable),.
Dans un premier temps, Google indique qu'il s'agit de « tests », des données confidentielles de citoyens français ont été interceptées et conservées par la firme américaine. La CNIL a donc ouvert une enquête et interdit à Google de reprendre son activité tant que la justice n'a pas donné son verdict.
En avril 2013 en Allemagne, « L'Autorité de protection des données de Hambourg inflige à Google une amende de 145 000 € pour la collecte non autorisée de données Wi-Fi par les véhicules Street View. »
En juin 2013, en Grande-Bretagne, « Google sommé de détruire des données Street View en Grande-Bretagne » : « Google avait reconnu en 2010 que les voitures sillonnant les rues pour son compte avaient, en plus de prendre des photos, collecté par inadvertance des données personnelles transmises par Wi-Fi, comme des mots de passe et des courriels. ».

## Neutralité du net
Le 5 août 2010, le New York Times annonce que Google s'apprêterait à signer un accord avec Verizon donnant à ce dernier le droit de permettre à ses clients d'accéder plus rapidement aux services de Google — ce qui remet en cause la neutralité du net —, en échange de quoi l'opérateur doit promouvoir les téléphones ayant pour système d'exploitation Android. Cette information est peu après démentie par Google, puis par Verizon.

## Monopole et pratiques anticoncurrentielles
En 2023, un tribunal fédéral de Californie reconnaît que le magasin d'application Google Play utilisé sur Chrome OS et Android constitue un monopole illégal.
Le 5 août 2024, le juge Amit Mehta de Washington reconnaît Google coupable de pratiques anticoncurrentielles en ayant payé, entre autres, des entreprises fabricantes de téléphones ou développeuses de navigateurs web pour installer par défaut son moteur de recherche, tel qu'Apple pour l'installer par défaut sur son navigateur Safari, ou Samsung et Verizon pour l'installer sur les téléphones qu'elles produisent. Celui-ci est utilisé pour 90 % du marché des recherches dans le monde, et 95 % pour les recherches sur téléphones. En 2021, 26 milliards de dollars ont ainsi été dépensés à cet effet, convaincant Apple de ne pas développer son moteur de recherche alors qu'elle avait les moyens de le faire. Le montant de l'amende et les contraintes imposées à Alphabet pour corriger cette faute feront l'objet d'une décision distincte, les autorités antitrust des États-Unis n'ont pas écarté la possibilité d'un démantèlement de l'entreprise. Le cours de l'action d'Alphabet a chuté de 4,61 % le 5 au soir. Les avocats de l'entreprise ont annoncé leur intention de faire appel,.

## Autres

### Suppression des comptes inactifs
En mai 2023, Google a annoncé que la suppression des comptes d'utilisateurs inactifs interviendrait à partir de décembre 2023, en invoquant des raisons de sécurité, notant que les comptes anciens et inutilisés sont plus susceptibles d'être compromis. Google a affirmé que "les comptes oubliés ou non surveillés reposent souvent sur des mots de passe anciens ou réutilisés qui peuvent avoir été compromis, n'ont pas eu d'authentification à deux facteurs configurée et reçoivent moins de contrôles de sécurité de la part de l'utilisateur", tout en affirmant que Google "n'a pas l'intention de supprimer les vidéos YouTube",,.
La décision de supprimer les comptes inactifs a suscité des critiques et des réactions négatives. Le motif de sécurité invoqué pour justifier cette décision a été ridiculisé et comparé à un scénario hypothétique dans lequel une banque devrait être incendiée si elle n'est pas protégée contre les voleurs. De plus, le mouvement cyberactiviste Anonymous a protesté à plusieurs reprises contre la décision de supprimer les comptes inactifs, les qualifiant de " dures " et affirmant que cette décision allait " détruire l'histoire ",,.

### Fin du programme Diversité, équité et inclusion
En 2024, Google a discrètement supprimé certaines célébrations affichées dans son calendrier, comme par exemple le Mois de l'histoire des noirs, celui des femmes ou des personnes indigènes, les journées de la fierté.
Puis, le 5 février 2025, à la suite de l'élection de Donald Trump, et après plusieurs autres grandes entreprises américaines comme Disney, McDonald’s, Ford ou Meta, Alphabet met fin à ses programmes conçus pour favoriser la diversité dans les recrutements.

### Utilisation de l'intelligence artificielle pour les armes
Après l'élection de Donald Trump fin 2024, Google supprime de ses principes éthiques des promesses faites en 2018, qui prohibaient l’usage de ses technologies d’intelligence artificielle à des fins militaires ou de surveillance. Le changement de politique fait suite à l'annulation par Trump d'un décret pris par son prédécesseur, Joe Biden, encadrant la sécurité en matière d’IA. Désormais, les sociétés du secteur n’ont plus besoin de communiquer les résultats de tests quand leurs programmes présentent « un risque sérieux en termes de sécurité nationale, de sécurité économique nationale, ou de santé publique ».

### Abus sexuel et manipulation émotionnelle sur des adolescents
En 2025, la mère d'un enfant qui s'est suicidé accuse la plateforme Character.AI et Google, qui a repris la plateforme après son lancement, de manipulation et d'agression sexuelle sur son enfant. Elle les accuse d'avoir lancé le produit sans test tout en sachant qu'il présentait des risques graves sur les personnes qui l'utiliseraient, l'entreprise Character.AI n'ayant régulé les échanges autour de sujets sensibles comme le suicide; les troubles alimentaires ou l'automutilation qu'après la mort de l'adolescent.